# Masques (Debussy)
Masques è una composizione per pianoforte scritta da Claude Debussy fra il 1903 e il 1904.

## Storia
All'inizio dell'estate 1903 Debussy stava pensando alla nuova raccolta di brani per pianoforte, già iniziata nel 1890, il cui titolo avrebbe dovuto essere Suite bergamasque. L'opera però rimase nel cassetto e il compositore si dedicò a un'altra serie di tre pezzi di cui uno aveva il titolo di L'isle joyeuse e un altro, nell'intenzione del musicista, doveva essere una sarabanda che alcuni studiosi pensano si debba trattare di D'un cahier d'esquisses; questo pezzo fu però pubblicato separatamente nel 1904 sulla rivista Paris illustré. D'un cahier d'esquisses in effetti, essendo in un tempo lento e in tre, assomiglia molto a una sarabanda e ha riferimenti che conducono sia a L'isle joyeuse che a Masques. Il terzo di questi brani è Masques. Debussy iniziò a ideare il pezzo, insieme a L'isle joyeuse, nell'estate 1903 quando si trovava in vacanza con la moglie Lily a Bichain e lo completò nel mese di luglio dell'anno seguente mentre si trovava nell'Isola di Jersey insieme alla nuova compagna Emma Bardac.
Il musicista, rientrato a Parigi a settembre, vendette le due composizioni all'editore Jacques Durand per la somma di mille franchi. I brani furono pubblicati il 10 ottobre successivo. La prima esecuzione pubblica avvenne a Parigi il 10 febbraio 1905 alla Sala Aeolian con il pianista Ricardo Viñes che eseguì anche L'isle joyeuse.

## Analisi
Masques si presenta come una danza altamente virtuosistica di ispirazione spagnoleggiante. Il brano, in 6/8, porta come indicazione iniziale Très vif et fantasque e si caratterizza immediatamente con una successione inquietante di accordi tamburellanti che, in un rapido crescendo, portano a un fortissimo; dopo l'alternanza di colorature che vanno dal piano al forte, si passa bruscamente a una intensità smorzata, indicata con Cedez un peu, nella tonalità di Sol bemolle maggiore. I brevi spunti tematici sono  come prevaricati da una ripresa del ritmo percussivo iniziale. Nella parte centrale la partitura si fa più lirica con una serie di arpeggi della mano sinistra per poi tornare al caratteristico ostinato degli accordi. Il pezzo, che inizia in La maggiore, passa con facilità da un'armonia diatonica a quella pentatonica, con diversi accenni a un cromatismo caratteristico di molte composizioni di Debussy.